# Hesperia viridis
Hesperia viridis is een vlinder uit de familie van de dikkopjes (Hesperiidae). De wetenschappelijke naam van de soort is, als Pamphila juba var. viridis, voor het eerst geldig gepubliceerd in 1883 door William Henry Edwards.